# Anna Kuliscioff
Anna Kuliscioff, född 9 januari 1854 (gamla stilen: 28 december 1853) i Moskaja nära Simferopol, död 27 december 1925 i Milano, var en italiensk politiker och feminist.
Kuliscioff, som från 1878 var verksam inom italiensk politik, organiserade 1890 i konferens i Milano i syfte att ifrågasätta kvinnans ekonomiska och sociala underordning. Hon kom i strid med Anna Maria Mozzoni och andra feminister på grund av sina socialistiska värderingar. Hennes krav på att kvinnors rättigheter, inklusive rösträtt, skulle ingå i socialistpartiets program ställde henne också i motsats till de flesta andra socialister. År 1912 grundade hon Unione Femminile Nazionale Socialista och utgav La difesa delle lavoratrici, en tidning riktad till arbetarklasskvinnor.